# نرويجيان بريما
نرويجيان بريما (بالإنجليزية: Norwegian Prima)‏ هي سفينة سياحية والتي تديرها شركة نرويجيان كروزز. وهي الأولى من بين ست سفن جديدة من فئة ليوناردو  ودخلت الخدمة في أغسطس 2022 